# Прапор Рокосова
Пра́пор Рокосова — офіційний символ села Рокосово Хустського району Закарпатської області, затверджений 29 квітня 2013 р. рішенням сесії сільської ради.
Автор проєкту — А. Гречило.

## Опис
Квадратне полотнище розділене вертикально на дві рівноширокі смуги, на синій древковій — два жовті раки, на червоній вільній — дві покладені навхрест і вістрями вгору жовті шаблі.

## Значення
Раки та синє поле вказують на місцеві водойми та розкривають одну з версій про походження назви села. Дві шаблі та червоне поле відображають боротьбу за волю та незалежність, битву на Красному полі.